# Orkanpartyt
Orkanpartyt är en roman av Klas Östergren utgiven 2007.
Romanen är baserad på berättelser ur nordisk mytologi men utspelar sig i en dystopisk framtid. Den handlar om hur huvudpersonen Hanck Orn söker upp den hårdföra och gudaliknande sammanslutningen Familjen i dödsriket för att få veta sanningen om och hämnas sin sons död.